# Psychoda nya
Psychoda nya är en tvåvingeart som beskrevs av Quate 1962. Psychoda nya ingår i släktet Psychoda och familjen fjärilsmyggor. Inga underarter finns listade i Catalogue of Life.